# Avicularia huriana
Die Einteilung der Lebewesen in Systematiken ist kontinuierlicher Gegenstand der Forschung. Die hier behandelte Bezeichnung ist durch neuere Forschung obsolet geworden und kann keinem Taxon sicher zugeordnet werden. Ursache kann verlorenes Originalmaterial (Typusmaterial) sein oder dem für die wissenschaftliche Erstbeschreibung verwendeten Material fehlen Bestimmungsmerkmale, um es eindeutig von ähnlichen Typen abzugrenzen.

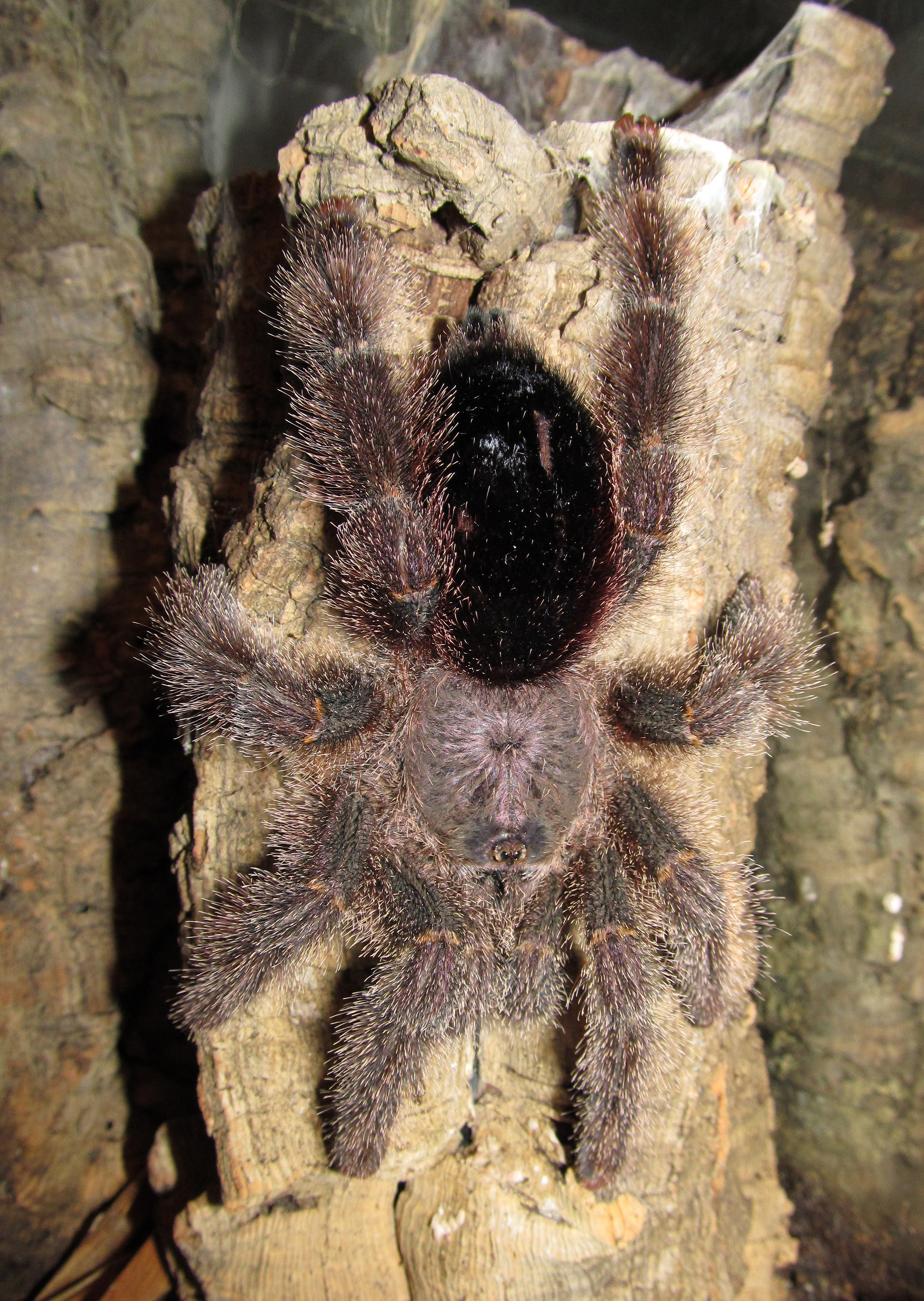
Avicularia huriana (Weibchen)

Avicularia huriana (Nomen dubium) war die Bezeichnung für eine baumbewohnende südamerikanische Vogelspinneart. Sie galt als die größte Art der Gattung Avicularia. Heute wird der Artstatus bezweifelt, da sie durch den Verlust des Holotyps wissenschaftlich nicht überprüft werden kann. Diese Bezeichnung ist noch bei Terrarienhaltern verbreitet.
Ihr Verbreitungsgebiet sollte Peru, Ecuador und Brasilien umfassen. Der Vorderkörper ist grau-braun gefärbt, die Abdomen zeigt eine rot-braune Färbung. Weibliche Exemplare sind größer als die männlichen und können eine Körperlänge von 8 cm und eine Beinspannweite von 23 cm erreichen.